# Беро, Анри
Анри Беро (фр. Henri Béraud; 21 сентября 1885, Лион — 24 октября 1958, Сен-Клеман-де-Бален) — французский писатель и журналист. В 1945 году за сотрудничество с нацистами был приговорен к смертной казни, позднее замененной на пожизненное заключение.

## Биография
Анри Беро был сыном пекаря. В 1903 году он начал свою работу в журналистике. С февраля 1917 года сотрудничал с сатирическим еженедельником «Канар аншене», получив рекомендации Поля Вайяна-Кутюрье и Ролана Доржелеса. Беро связывала большая дружба с Альбером Лондром. Он также писал для журнала Le Crapouillot, основанного Жаном Гальтье-Буасьером. Публиковал рассказы, короткие серии, исследование по лионскому юмору, и особенно полемические статьи. В 1920 году посетил Москву, о чем написал книгу Ce que j’ai vu à Moscou.
Позже он стал одним из самых продаваемых романистов и репортеров Франции и в 1922 году получил Гонкуровскую премию. В 1934—1944 годах был также международным репортером в Petit Parisien и Paris-Soir. Он придерживался англофобских и частично антисемитских взглядов. Эти факторы привели его к поддержке режима Виши, в частности, к сотрудничеству с фашистским еженедельником Gringoire. Джордж Оруэлл назвал его «самой отвратительной тряпкой, которую только можно себе представить», указывая на его ненависть к англичанам и критику «Свободной Франции» (хотя при этом Анри Беро и осуждал нацизм).
За сотрудничество с правительством Виши в 1945 году был приговорен к смертной казни. Но благодаря вмешательству нескольких писателей, в том числе Франсуа Мориака, премьер-министр Шарль де Голль помиловал Анри Беро, заменив смертную казнь пожизненным заключением. В 1950 году был освобожден по состоянию здоровья. Умер восемь лет спустя.

## Издания на русском языке
- Страдания толстяка. Пг., 1923.
- Час настал. Л., 1924.
- Лунный яд. Л., 1925.
- Мой друг Робеспьер / Пер. Г. Павлова, А. Жирмунского. — М.: Современные проблемы, 1927. — 240 с. — 5000 экз.
- Сержант Лэбр, 1927.